# 拉贾·阿齐兹·巴蒂
拉贾·阿都阿茲·阿末·巴蒂 (乌尔都语: راجہ عزیز بھٹی ), 原名阿兹·阿末。拉贾·阿齐兹·巴蒂是他为人熟知的名字，他被譽爲巴基斯坦陆军的军神，获得該國军人的最高荣誉——狮子勋章（尼山·海德尔勋章）。
1928年8月6日，拉賈·阿齊茲·巴蒂出生于英属香港的一个拉杰普特穆斯林家庭。他的家人最初来自一个位于印度旁遮普古吉拉特区约110英里的小村庄，他父亲和两个叔叔在香港警察部队找到工作后移居英属香港。他的父亲莫哈末毕业于香港皇仁書院，曾任香港警察部队督察。巴蒂在香港接受了教育，通过殖民地升学考试考入皇仁書院。1941日本入侵香港之后，巴蒂中断学业，于1944年应征加入日本帝国海军成为日本海军新兵，担任观察哨望塔员，由于学历较高提干进入日本帝国海军军官学校学习。
1945年12月，巴蒂一家迁回印度。1946年6月，巴蒂以士兵身份加入印度皇家空军。1947年巴基斯坦成立后，巴蒂加入巴基斯坦空军，晋升为巴基斯坦空军下士，并一直在空军服役到1948年，进入萨尔布尔空军学院。
1956年，巴蒂被派往加拿大，参加加拿大陆军指挥参谋学院参谋课程，在加拿大进修了4年，巴蒂於1960年从战略研究课程毕业。回到巴基斯坦后，巴蒂上尉在旁遮普第17团任总参谋， 1962年晋升为陆军少校，进入奎达步兵与战术学院任教至1964年。
1965年9月印度军队越境发动入侵后，巴蒂被任命为两个连的指挥官，部署在布尔基地区附近的布尔布运河前沿阵地。9月7日至10日，巴蒂的部队与印度军队交火，阻止印度军队进入拉合尔。巴蒂带领军事连与印度军队展开了夜间肉搏战，尽管印度军队在数量上占优势，但战斗一直持续了3天，印度装甲兵不得不停止攻占拉合尔，而将重点放在攻占布基地区和摧毁连接BRB运河的桥梁。

巴蒂少校原本可以在休整期间去拉合尔看望家人，但他主动放弃並告诉一名陆军中士：
我不想回去，为了保卫我亲爱的祖国，我将留下最后一滴血。巴蒂在战壕里观察敌人装甲兵的动向，然后为炮兵部队指示目标。
1965年9月10日，巴蒂少校無視军士长要求他要隐蔽自己并离开前线的警告，照例在战壕中站起来观察敌人的位置。巴蒂少校最终被坦克炮弹击中肩膀，当场阵亡，享年37岁。
1997年，他的故事被折成了传记战争剧《拉贾·阿齐兹·巴蒂少校》 作品由ISPR制作，PTV的萨利姆·塔希尔（Salim Tahir）执导。